# Борден (округ, Техас)
Шаблон:StateAbbr_ 32°44′ пн. ш. 101°26′ зх. д. / 32.74° пн. ш. 101.43° зх. д.
Округ Борден (англ. Borden County) — округ (графство) у штаті Техас, США. Ідентифікатор округу 48033.

## Історія
Округ утворений 1876 року.

## Демографія
За даними перепису 2000 року загальне населення округу становило 729 осіб, усе сільське. Серед мешканців округу чоловіків було 370, а жінок — 359. В окрузі було 292 домогосподарства, 217 родин, які мешкали в 435 будинках. Середній розмір родини становив 2,93.
Віковий розподіл населення поданий у таблиці:
| Стать    | До 15 років | 15-21 | 22-29 | 30-39 | 40-49 | 50-65 | 65-85 | Понад 85 |
| -------- | ----------- | ----- | ----- | ----- | ----- | ----- | ----- | -------- |
| Чоловіки | 66          | 40    | 17    | 54    | 63    | 70    | 56    | 4        |
| Жінки    | 67          | 43    | 22    | 47    | 54    | 67    | 54    | 5        |

## Суміжні округи
- Гарза — північ
- Скаррі — схід
- Мітчелл — південний схід
- Говард — південь
- Доусон — захід
- Лінн — північний захід

## Виноски
1. ↑  U.S. Decennial Census. United States Census Bureau. Архів оригіналу за 26 квітня 2015. Процитовано 19 квітня 2015.
2. ↑  Texas Almanac: Population History of Counties from 1850–2010 (PDF). Texas Almanac. Архів оригіналу (PDF) за 26 лютого 2015. Процитовано 19 квітня 2015.
3. ↑  State & County QuickFacts. United States Census Bureau. Архів оригіналу за 5 вересня 2015. Процитовано 8 грудня 2013. [Архівовано 2015-09-05 у Wayback Machine.](англ.) Наведено за англійською вікіпедією.
4. ↑  American FactFinder. Бюро перепису населення США. Архів оригіналу за 26 лютого 2012. Процитовано 31 січня 2008. [Архівовано 2008-05-21 у Wayback Machine.]

| США | Це незавершена стаття з географії США. Ви можете допомогти проєкту, виправивши або дописавши її. |